# Руперто Еррера Табіо
Руперто Еррера Табіо (ісп. Ruperto Herrera Tabio, 6 грудня 1949) — кубинський баскетболіст.
Бронзовий призер Олімпійських Ігор 1972 року, учасник 1968, 1976, 1980 років.
Бронзовий призер Панамериканських ігор 1971 року.
Бронзовий призер літньої Універсіади 1970 року.
Переможець Центробаскету 1971 року.
Срібний призер: Центробаскету 1967, 1969 років.
Бронзовий призер: Центробаскету 1965, 1975, 1981 років.